# جورجيا بيري
جورجيا بيري (بالإنجليزية: Georgia Perry)‏ هي مجدفة نيوزيلندية، ولدت في 13 أغسطس 1993.

## وصلات خارجية
- جورجيا بيري على موقع أرشيف الدراجات (الإنجليزية)
- جورجيا بيري على موقع الاتحاد الدولي للتجديف (الإنجليزية)